# James Spader
James Todd Spader (ur. 7 lutego 1960 w Bostonie) – amerykański aktor filmowy i telewizyjny.

## Życiorys

### Wczesne lata
Urodził się w Bostonie w Massachusetts jako syn pary nauczycielskiej - Jean (z domu Fraser) i Stoddarda Greenwooda „Todda” Spadera. Jego rodzice byli zaprzyjaźnieni z rodziną Kennedych. Studiował na Phillips Andover Academy w Andover w stanie Massachusetts, gdy w wieku siedemnastu lat rozpoczął karierę aktorską w Nowym Jorku. Dorabiał jako kelner, stajenny i kierowca ciężarówki. Uczęszczał na kurs aktorski w Michael Cheker Studios.

### Kariera
Zadebiutował w niezależnej komedii Drużyna piłkarska (Team-Mates, 1978). Niedługo potem zagrał postać brata głównej bohaterki granej przez Brooke Shields w melodramacie Niekończąca się miłość (Endless Love, 1981) i pojawił się w telewizyjnych produkcjach – NBC Kokaina: jedna ludzka pokusa (Cocaine: One Man’s Seduction, 1983) u boku Pameli Bellwood, ABC Zabójca w rodzinie (A Killer in the Family, 1983) jako syn głównego bohatera (Robert Mitchum) z udziałem Erica Stoltza, komedii Barry’ego Levinsona CBS Diner (1983) z Michaelem Madsenem, NBC Drzewo genealogiczne (The Family Tree, 1983) u boku Anne Archer i Joanny Cassidy, NBC Sekrety rodzinne (Family Secrets, 1984) z Stefanie Powers i Gary Sinise oraz sitcomie NBC Frasier (1994).
Zagrał w dramacie sensacyjnym Gang Tuff (Tuff Turf, 1985) z Robertem Downeyem Jr., komedii romantycznej Dziewczyna w różowej sukience (Pretty in Pink, 1986), melodramacie kryminalnym Mniej niż zero (Less Than Zero, 1987) jako diler narkotykowy i dramacie kryminalnym Olivera Stone’a Wall Street (1987).
Kreacja młodego męża, który pod wpływem żony przyjaciela na nowo odkrywa miłość w dramacie Stevena Soderbergha Seks, kłamstwa i kasety wideo (Stevena Soderbergha, 1989) przyniosła mu nagrodę jury na Festiwalu Filmowym w Cannes. W kontrowersyjnym dramacie Biały pałac (White Palace, 1990) wystąpił w roli młodego wdowca, który romansuje z dużo starszą od siebie kobietą (Susan Sarandon). W filmie fantastycznonaukowym Rolanda Emmericha Gwiezdne wrota (Stargate, 1994) pojawił się jako ambitny egiptolog doktor Daniel Jackson.
Za rolę prawnika Alana Shore w serialu ABC Praktyka (The Practice, 2003–2004) otrzymał nagrodę Emmy, rola ta w spin-offie serialu ABC Orły z Bostonu (Boston Legal, 2004–2008) przyniosła mu dwukrotnie nagrodę Emmy, Satelitę i nominację do nagrody Złotego Globu. Za główną rolę w serialu Czarna Lista otrzymał nominację do Złotego Globu (najlepszy aktor pierwszoplanowy w serialu dramatycznym) za rok 2014 i 2015.
W 1987 poślubił Victorię Kheel, z którą ma dwóch synów – Sebastiana (ur. 1989) i Elijaha (ur. 1992). W 2004 doszło do rozwodu. W 2002 związał się z modelką Leslie Stefanson, z którą ma syna Nathaneala (ur. w sierpniu 2008).

## Filmografia – aktor
- Team-Mates (1978) jako Jimmy
- Niekończąca się miłość (1981, Endless Love) jako Keith
- A Killer in the Family (1983) jako Donny Tison
- Diner (1983) jako Fenwick
- Cocaine: One Man’s Seduction (1983) jako Buddy Gant
- The Family Tree (1983) jako Jack Nichols
- Sekrety rodzinne (1984, Family Secrets) jako Lowell Everall
- Starcrossed (1985) jako Joey Callaghan
- Gang Tuff (1985, Tuff Turf) jako Morgan Hiller
- The New Kids (1985) jako Eddie Dutra
- Dziewczyna w różowej sukience (1986, Pretty in Pink) jako Jeff
- Manekin (1987, Mannequin) jako pan Richards
- Baby Boom (1987) jako Ken Arrenberg
- Mniej niż zero (1987, Less Than Zero) jako Rip
- Wall Street (1987) jako Roger Barnes
- Powrót Kuby Rozpruwacza (1988, Jack's Back) jako John/Rick Westford
- Seks, kłamstwa i kasety wideo (1989, Sex, Lies, and Videotape) jako Graham Dalton
- The Rachel Papers (1989) jako Deforest
- Biały pałac (1990, White Palace) jako Max Baron
- Zły wpływ (1990, Bad Influence) jako Michael Boll
- Barwy prawdy (1991, True Colors) jako Tim Gerrity
- Miasteczko Storyville (1992, Storyville) jako Cray Fowler
- Bob Roberts (1992) jako Chuck Marlin
- Magia przypadku (1993, The Music of Chance) jako Jack Pozzi
- Wyśniona kochanka (1994, Dream Lover) jako Ray Reardon
- Wilk (1994, Wolf) jako Stewart Swinton
- Gwiezdne wrota (1994, Stargate) jako Daniel Jackson
- Dwa dni z życia doliny (1996, 2 Days in the Valley) jako Lee Woods
- Crash: Niebezpieczne pożądanie (1996, Crash) jako James Ballard
- Wyrzucony na brzeg (1997, Driftwood) jako mężczyzna
- Klucze do miasta (1997, Keys to Tulsa) jako Ronnie Stover
- Kancelaria adwokacka (1997–2004, The Practice) jako Alan Shore (2003–2004)
- Intensywna terapia (1997, Critical Care) jako dr Werner Ernst
- Goście z zaświatów (1999, Curtain Call) jako Stevenson Lowe
- Obserwator (2000, The Watcher) jako Joel Campbell
- Supernova (2000, Supernova) jako Nick Vanzant
- Slow Burn (2000) jako Marcus
- Sekrety miłości (2001, Speaking of Sex) jako dr Klink
- The Stickup (2001) jako Parker
- Sekretarka (2002, Secretary) jako E. Edward Grey
- Na własne oczy (2003, I Witness) jako Douglas Draper
- Łowca obcych (2003, Alien Hunter) jako Julian Rome
- Akta z Pentagonu (2003, The Pentagon Papers) jako Daniel Ellsberg
- Orły z Bostonu (2004, Boston Legal) jako Alan Shore
- Cień strachu (2004, Shadow of fear) jako William Ashbury
- Kamień życzeń – magiczne przygody (2009, Shorts) jako pan Black
- Biuro (2011–2012, The Office) jako Robert California
- Czarna lista (2013–2023, The Blacklist) jako Raymond Reddington,  pseudonim „Red”
- Avengers: Czas Ultrona (2015, Avengers: Age of Ultron) jako Ultron

Gościnnie
- Kroniki Seinfelda (1997, Seinfeld) jako Jason 'Stanky' Hanky
- Frasier (1994) jako Steven (głos)
- Discovery Atlas – Chiny bez tajemnic (2006) narrator